# Geschichte des Oberlausitzer Adels und seiner Güter von der Mitte des 16. Jahrhunderts bis 1620

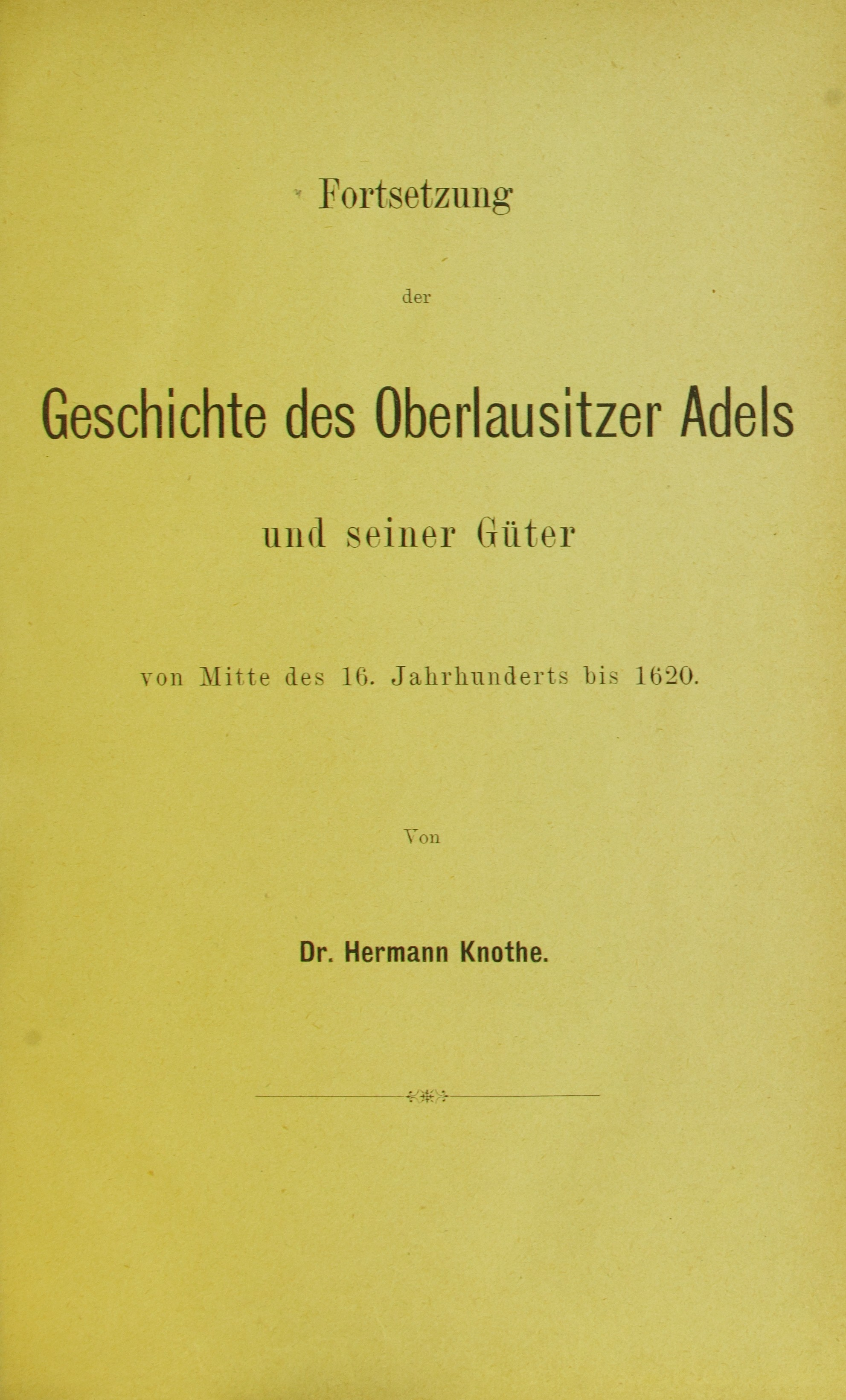
Titelseite des Kapitels im Neuen Lausitzischen Magazin (1888)

Geschichte des Oberlausitzer Adels und seiner Güter von der Mitte des 16. Jahrhunderts bis 1620 von Hermann Knothe ist ein im Jahr 1887 erschienener, weiterführender Band dessen Geschichte des Oberlausitzer Adels und seiner Güter vom XIII. bis gegen Ende des XVI. Jahrhunderts. Anfang des 20. Jahrhunderts setzte Walter von Boetticher im Anschluss an Knothes Werk, dieses mit dem mehrbändigen Titel Geschichte des Oberlausitzischen Adels und seiner Güter 1635–1815 fort.

## Inhalt
Der vorherige Band hatte den betrachteten Zeitraum mit dem Zeitpunkt der Verleihung der Obergerichtsbarkeit an Rittergutsbesitzern in der Oberlausitz beendet. Der nachfolgende Band ergänzt den Zeitraum bis zum Übergang der Oberlausitz unter kursächsische Verwaltung im Jahr 1620.
Im ersten Teil dieses Bandes erörterte Knothe allgemeine Fragen im Zusammenhang mit der Geschichte des Oberlausitzer Adels. Dazu gehörten Fragen über ihre Herkunft, den Zeitpunkt ihrer Einwanderung in die Oberlausitz und ihre damit unter Umständen einhergehende Zugehörigkeit zum Lausitzer Uradel. Auch das Verschwinden der Abstufung des Adels in niedrigeren und höheren nach dem Jahr 1562 machte er zum Thema, sowie die Auflösung alter „Herrschaften“ (bis auf Hoyerswerda, Muskau, Seidenberg und Königsbrück) durch den Loskauf ihrer Vasallen von der Lehensherrlichkeit. Der geringe Einfluss der zahlreichen in der frühen Neuzeit geadelten städtischen Patrizier wurde ebenso in Knothes Ausführungen einbezogen. Nach weiteren Lehen-bezogenen Themen ging Knothe auf den zweiten, umfangreicheren Teil über.
Im zweiten Teil besprach Knothe in alphabetischer Reihenfolge die 107 im betreffenden Zeitraum in der Oberlausitz ansässig gewesenen Familien, insbesondere ihre Besitzverhältnisse. Die Familie von Nostitz nimmt einen einer eigenständigen Monographie gleichenden Platz ein. Für diesen Abschnitt lag insbesondere des Pfarrers und Heimatforschers Johann Gottlieb Müllers handschriftliche Geschichte des Nostitz’schen Geschlechts als Quelle zur Verfügung. Ein Register, wie in Knothes erstem Band über den Oberlausitzischen Adel, fehlt in diesem zweiten Band. Ein nach wie vor vorhandenes Register mindert das Fehlen dieses zweiten Teils jedoch.

## Ausgaben
- Geschichte des Oberlausitzer Adels und seiner Güter II: Von Mitte des 16. Jahrhunderts bis 1620. Dresden, Warnatz und Lehmann, 1887.[5]
- Fortsetzung der Geschichte des Oberlausitzer Adels und seiner Güter von Mitte des 16. Jahrhunderts bis 1620. Von Hermann Knothe. In: Prof. Dr. Schönwalder (Hrsg.): Neues Lausitzisches Magazin, Band 63. Selbstverlag der Oberlausitzischen Gesellschaft der Wissenschaften, Görlitz 1888. S. 1–174. (Volltext)
- Geschichte des Oberlausitzer Adels und seiner Güter von Mitte des 16. Jahrhunderts bis 1620. Breitkopf und Härtel 1980.[6]